# Clara Hedman
Clara Hedman, född Rosendal 1892, död 1965, var en svensk illusionist och bondkomiker. Hon kallades för "Världens enda kvinnliga illusionist". Hon var gift med bondkomikern Carl Gustaf Hedman, "Glade Kalle", och uppträdde tillsammans med denna. Hon var en populär artist under 1920-talet.